# Pisa (Grecia)

Mapa con la situación de algunas de las ciudades de la antigua Élide. Pisa se ubicaba al este de Olimpia, a orillas del río Alfeo.

Pisa (en griego, Πίσα) es el nombre de una antigua ciudad al oeste de la península del Peloponeso, en la antigua Grecia. La región que controlaba la ciudad se llamaba Pisátide, la cual incluía a Olimpia, que era el emplazamiento donde había un importante santuario y donde se celebraban los antiguos Juegos Olímpicos. Estrabón señalaba que mientras algunos dudaban de que hubiera existido una ciudad con el nombre de Pisa, otros la situaban en una colina entre dos montes llamados Osa y Olimpo. Pausanias menciona que en su tiempo, en todo el lugar donde antes estaba Pisa no quedaba ningún resto de edificios y estaba plantado de viñas.

## Mitología
Su fundador mítico fue Piso, hijo de Perieres y nieto de Eolo. La tradición señalaba que allí reinaron Enómao y Pélope, y de este último se guardaban sus huesos en un arca de bronce. Otra tradición mítica señalaba que Heracles atacó la ciudad de Elis, que se encontraba apoyada por las ciudades de Pilos y Pisa. Heracles destruyó Elis y castigó a los de Pilos, pero no castigó a los de Pisa debido a una advertencia del oráculo de Delfos.

## Eventos históricos
A causa de la organización de los Juegos olímpicos entró en conflicto con Elis. Pisa y otras ciudades aliadas (Dispontio, Escilunte y Macisto) fueron subyugadas por Elis en torno al año 570 a. C.
En el año 364 a. C., mientras los habitantes de Pisa trataban de organizar los Juegos Olímpicos junto con los arcadios, fueron atacados por los eleos en Olimpia.
Existía la tradición de que la italiana ciudad de Pisa estaba relacionada con la homónima Pisa de Élide, puesto que habría sido fundada por colonos pelópidas. Virgilio relaciona a la Pisa italiana con el río Alfeo, que pasaba por Olimpia.
Actualmente es un pueblo cercano a la actual localidad de Olimpia.